# Миргалимов, Фаиль Фарасатович

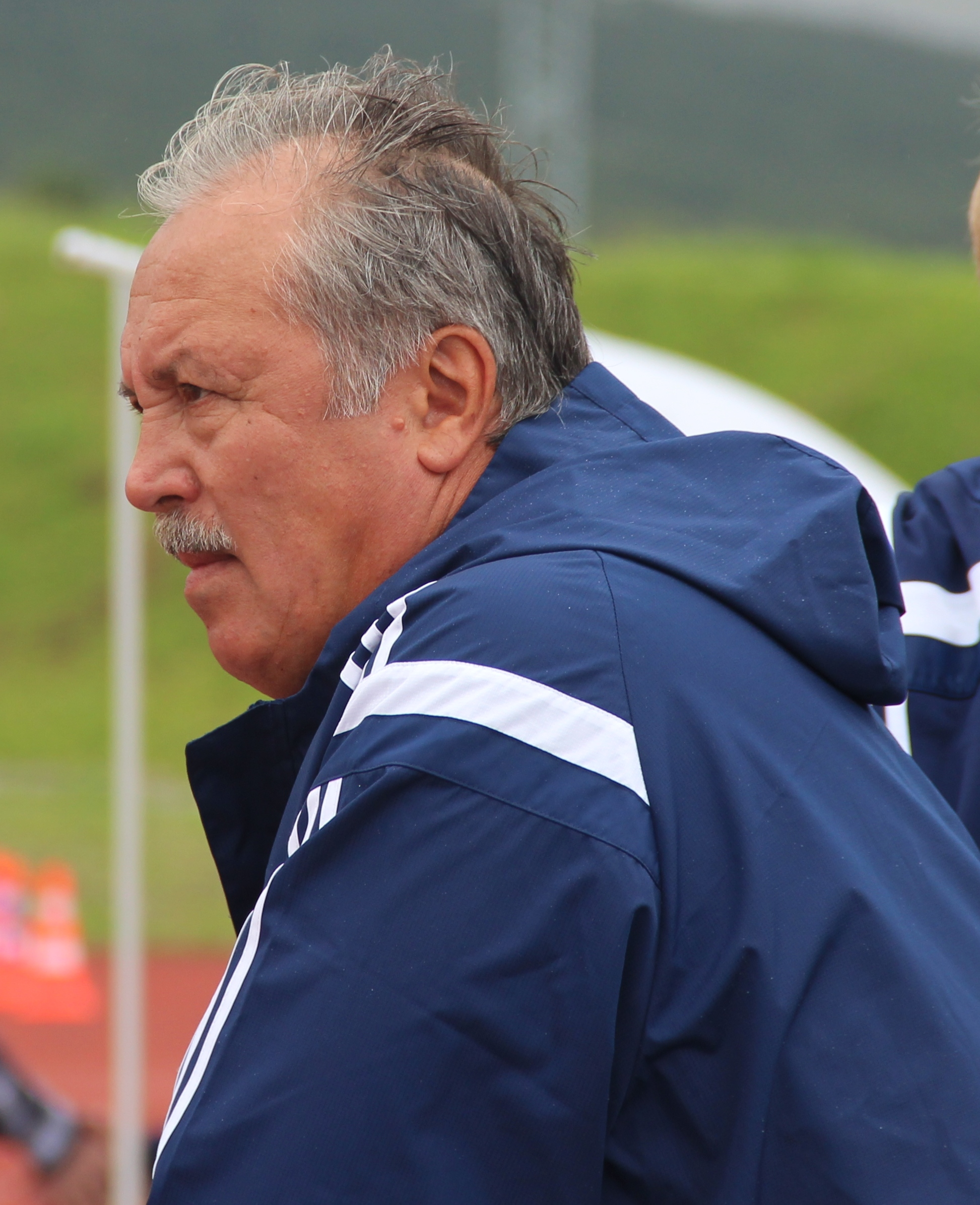
2014 Фаиль Миргалимов

Фаи́ль Фараса́тович Миргали́мов (род. 29 марта 1957, Челябинск) — советский и российский футболист, игрок в мини-футбол. Российский тренер. Мастер спорта СССР. Заслуженный тренер России.

## Биография
Родился в татарской семье. Воспитанник школы «Локомотив» Челябинск (тренеры И. В. Вострухин и Ю. А. Пискунов).
Карьера футболиста началась в команде «Сигнал» Челябинск. Играл за «Уралмаш» (1979), «Локомотив» Челябинск (1980—1982, 1984—1985, 1987), «Янгиер» (1981), «Локомотив» Москва (1986), «Геолог» (1987), «Мелиоратор» Чимкент (1988), «Стрела» Челябинск (1989), «Металлург» Магнитогорск (1989), «Новбахор» (1989), «Галичина» Дрогобыч (1990), «Антрацит» Кировское (1991), «Вислока» Дебица, Польша (1991—1992), «Зенит» Челябинск (1992).
В 1984 г. окончил Челябинский государственный педагогический университет, факультет физ. воспитания. Окончил высшую школу тренеров в 2006 году.
Мастер спорта, заслуженный тренер России, отличник физкультуры и спорта России. Неоднократно награждён почётными грамотами и дипломами РФС и ПФЛ за заслуги в развитии отечественного футбола.
Всего забил более 160 голов.
С 1991 — играющий тренер мини-футбольного клуба «Феникс» — бронзовый призёр чемпионата России (1993). В сборной команде по мини-футболу выступал на чемпионате мира в Гонконге в 1992 году.
В 1994 организовал и был главным тренером МФК «Строитель 7». В 1996—1998 — в тренерском штабе сборной России по мини-футболу.
1998−1999 — главный тренер в мини-футбольном клубе «Виз-Синара», Екатеринбург.
В 2000—2002 — главный тренер ФК «Лукойл» Челябинск. В 2001 году команда стала победителем Первенства КФК в зоне «Урал» и обладателем кубка Урала, кубка России среди КФК.
2003—2004 — главный тренер в мини-футбольном клубе «Виз-Синара» — 3-е место в чемпионате России (2004).
2004—2005 — главный тренер мини-футбольного клуба «Спартак-Щёлково» — 2-е место в чемпионате России (2005).
С 2005 — генеральный директор (2005—2006) и главный тренер (2007; 2008 — де-факто главный тренер) клуба «Звезда» Иркутск, в 2005 г. — 5-е место, в 2006 — 1-е — в зоне «Восток» второго дивизиона, обладатель кубка ПФЛ (2006), в 2007 г. — 11 место в первом дивизионе.
2009 г. — главный тренер ФК «Машъал», Узбекистан. 2011—2013 — советник президента ФК «Салют» Белгород. В 2014 — главный тренер ФК «Сахалин».